# Cantó de Dainville
El cantó de Dainville és un cantó francès del departament del Pas de Calais, situat al districte d'Arràs. Té 10 municipis i el cap és Dainville.

## Municipis
- Acq
- Anzin-Saint-Aubin
- Dainville
- Duisans
- Écurie
- Étrun
- Marœuil
- Mont-Saint-Éloi
- Roclincourt
- Sainte-Catherine-lès-Arras

## Història
| Data d'elecció                           | Identitat           | Partit | Qualitat |
| ---------------------------------------- | ------------------- | ------ | -------- |
| 1992-1998                                | Jean-Marie Truffier | UDF    |          |
| 1998-                                    | Françoise Rossignol | PS     |          |
| les dades anteriors no són pas conegudes |                     |        |          |
|                                          |                     |        |          |

## Demografia
| A partir de 1990: Població sense dobles comptes |